# Juan Maldonado
Pour les articles homonymes, voir Juan Maldonado (homonymie) et Maldonado.
Juan Maldonado (dit aussi en français Jean Maldonat), né à Casas de Reina (Estramadure, Espagne) en 1533 (ou 1534) et décédé à Rome le 5 janvier 1583, est un prêtre jésuite espagnol du XVIe siècle, connu surtout comme exégète et théologien.

## Biographie
Il fut étudiant à l'université de Salamanque à partir de 1548, et y suivit les cours, notamment, de grec du fameux helléniste Hernán Núñez (« El Pinciano »), de philosophie de Francisco de Toledo et de théologie de Domingo de Soto. Son doctorat achevé, en 1558, il succéda à Toledo (entré au noviciat des Jésuites) pour enseigner la philosophie, et ensuite brièvement la théologie.
Il partit pour Rome pour lui-même rejoindre la Compagnie de Jésus et fut admis au noviciat de Saint-André du Quirinal le 10 août 1562. Il fut ordonné prêtre en août 1563 à Rome. Après avoir enseigné quelques mois au Collège romain, il fut envoyé à l'automne 1563 à Paris (où le collège de Clermont ouvrit ses portes le Ier octobre 1563). Il commença par y enseigner la philosophie, puis en 1565 y inaugura la chaire de théologie, qu'il tint jusqu'en 1575.
En 1569/70, il fut en mission dans le Poitou, où le protestantisme connaissait un grand succès. Il donnait aussi des conférences à la Cour, et tenta d'obtenir la conversion de plusieurs princes gagnés au protestantisme, dont le futur Henri IV après la Saint-Barthélémy, et la princesse de Sedan, Françoise de Bourbon, passée à la Réforme avec son époux au grand scandale de son père le très catholique duc de Montpensier. À l'occasion de son séjour à Sedan, il eut une fameuse controverse avec des pasteurs protestants.
Son enseignement au collège de Clermont fut en butte à l'hostilité de nombreux théologiens de l'université de Paris, qui n'avaient jamais admis l'ouverture d'un établissement des jésuites dans la capitale, et qui détestaient particulièrement les Espagnols (Maldonat et Juan de Mariana) dont l'enseignement rénové connaissait un grand succès. Maldonat attirait tant de monde qu'il s'installait dans la cour du collège quand le temps le permettait, et on réservait sa place à l'avance. Il fut accusé par la Sorbonne de nier l'Immaculée Conception (ce dont l'évêque Pierre de Gondi le disculpa en janvier 1575), de professer également des opinions erronées sur le purgatoire. Finalement il fut transféré à Toulouse, ville qu'il ne put rejoindre à cause de la guerre civile, et il se retira à Bourges (1576-1578), où il travailla à ses commentaires sur les Évangiles.
En 1578, il fut nommé par le supérieur général des Jésuites 'Visiteur' de la province de France. Il commença sa tournée par l'université de Pont-à-Mousson, fondée en 1572 à l'instigation du duc Charles III de Lorraine, et dont il contribua à organiser les études littéraires et théologiques. Rentré à Bourges en 1580, il fut délégué à la congrégation générale qui se réunit à Rome en février 1581 et procéda à l'élection du nouveau Supérieur général, Claudio Acquaviva. Celui-ci le retint à Rome où, membre de la commission mise en place par Grégoire XIII, il participa à la révision du texte de la Septante.
Jean Maldonat mourut inopinément à Rome en janvier 1583, âgé seulement de quarante-neuf ans, et n'ayant rien publié de son vivant. Il avait été lié d'une étroite amitié avec Michel de Montaigne.

## Œuvre
Jean Maldonat fut l'un des théologiens et exégète les plus érudits de son temps : il parlait couramment un latin très pur, connaissait d'autre part le grec, l'hébreu, le chaldéen, le syriaque et l'arabe (il avait appris ces dernières langues à Paris), possédait parfaitement l'histoire ancienne et la littérature patristique, était rompu aux disputes théologiques avec les protestants. La clef de son enseignement était le retour aux textes (la Bible, les Pères), et il fut un grand rénovateur de la tradition exégétique, précurseur dans ce domaine, au sein de la Compagnie de Jésus, de Robert Bellarmin et de Denis Pétau.
Ses Commentarii in quattuor evangelistas, qu'il remit inachevés, quinze jours avant sa mort, à Claudio Acquaviva, sont considérés comme un chef-d'œuvre du genre. Ils furent relus et complétés par une commission de cinq théologiens (dont Fronton du Duc) au collège de Pont-à-Mousson en 1595/96, puis publiés dans cette ville en deux volumes. Il y eut ensuite de nombreuses autres éditions (à Lyon et à Brescia dès 1598, à Mayence en 1602, à Venise en 1606, à Paris en 1617... ; plus récemment une édition en dix volumes à Barcelone en 1881/82).
Des commentaires de lui sur l'Ancien Testament ont été publiés à Lyon en 1610, avec son compte-rendu de la controverse de Sedan (Commentarii in Prophetas IV (Jeremiam, Ezechielem, Baruch, Danielem). Expositio Psalmi CIX. Epistula de collatione Sedanensi cum Calvinianis). Divers textes exégétiques et théologiques ont été publiés par la suite sous différentes formes (dont trois volumes d'Opera varia theologica à Paris en 1677). Il existe d'autre part de nombreux textes en manuscrits qui sont des notes prises pendant ses cours par des auditeurs.
Un Traicté des anges et démons du R.P. Maldonat a été publié en 1616 par l'imprimeur Jacques Besongne, de Rouen, à partir des notes d'un auditeur (traduites en français par François de La Borie, archidiacre et chanoine à Périgueux).